# Přistoupim
Obec Přistoupim se nachází v okrese Kolín ve Středočeském kraji. Žije zde 461 obyvatel a je zde evidováno 194 adres. Protéká tudy Jalový potok, který je pravostranným přítokem říčky Šembery.
Přistoupim je také název katastrálního území o rozloze 4,43 km².

## Historie
První písemná zmínka o vsi pochází z let 1140–1148. O jejím názvu etymologická pověst vypráví, že pochází již od souboje knížete svatého Václava s Radslavem Zlickým po roce 923, který zde dle pověsti prohlásil: „Přistoupim na podmínky tebou kladené“, když viděl na Václavově čele zlatý kříž a nad ním dva anděly.
V obci až do druhé světové války žila židovská komunita, ke které náleželi i Židé z Českého Brodu.

### Územněsprávní začlenění
Dějiny územněsprávního začleňování zahrnují období od roku 1850 do současnosti. V chronologickém přehledu je uvedena územně administrativní příslušnost obce v roce, kdy ke změně došlo:
- 1850 země česká, kraj Pardubice, politický okres Černý Kostelec, soudní okres Český Brod[8]
- 1855 země česká, kraj Praha, soudní okres Český Brod
- 1868 země česká, politický i soudní okres Český Brod
- 1939 země česká, Oberlandrat Kolín, politický i soudní okres Český Brod[9]
- 1942 země česká, Oberlandrat Praha, politický i soudní okres Český Brod[10]
- 1945 země česká, správní i soudní okres Český Brod[11]
- 1949 Pražský kraj, okres Český Brod[12]
- 1960 Středočeský kraj, okres Kolín
- 2003 Středočeský kraj, obec s rozšířenou působností Český Brod

### Rok 1932
V obci Přistoupim (671 obyvatel, katolický kostel) byly v roce 1932 evidovány tyto živnosti a obchody: nákladní autodoprava, autodrožka, družstvo pro rozvod elektrické energie, hospodářské strojní družstvo, 2 hostince, 2 koláři, kovář, krejčí, mlýn, obuvník, pekař, 3 rolníci, 2 řezníci, sedlář, 5 obchodů se smíšeným zbožím, trafika, obchod s uhlím.

## Pamětihodnosti
- Kostel svatého Václava, barokní jednolodní stavba z let 1694–1695 na místě staršího gotického kostela ze 14. století. Vnitřní zařízení barokní, hlavní oltář s obrazem sv. Václava od Václava Kramolína. Na hřbitově stojí patrová zvonice z roku 1591 s gotickým portálem a okny.
- Sloupy sv. Václava z roku 1686 se sochou světce kol. roku 1715, jehož autor je totožný s autorem sochy sv. Floriána z morového sloupu v Nymburce (patrně J. J. Šlanzovský). Druhý sloup s Madonou Tismickou z roku 1780.
- Bývalý poplužní dvůr západně od kostela sv. Václava se připomíná od 15. století. V 17. století patřil Maternům z Květnice, přešel na rod Dohalských z Dohalic a v 19. století patřil Liechtensteinům.[14] Objekt je kulturní památkou a nyní je ve vlastnictví soukromé osoby. Do dnešní podoby byl knížecí dvůr zrekonstruován v roce 1730.[zdroj?]
- Nad severovýchodním okrajem vesnice se nachází pozůstatky raně středověkého přistoupimského hradiště zvaného též Svatováclavské šance.[15]
- Do katastrálního území Přistoupim zasahuje i areál středovlnných vysílačů Liblice B, severní věž stojí na území Liblic a jižní věž na území obce Přistoupim.

Památky na židovskou komunitu
- Synagoga z 18. století, přestavěna v novorománském slohu kolem 1842 (čp. 80, dnes obecní úřad); na budově od roku 2017 pamětní deska obětem nacistického běsnění[16] od místní výtvarnice Barbory Veselé
- Před hřbitovem, založeným roku 1785, bývalá židovská škola, nyní obytný dům.

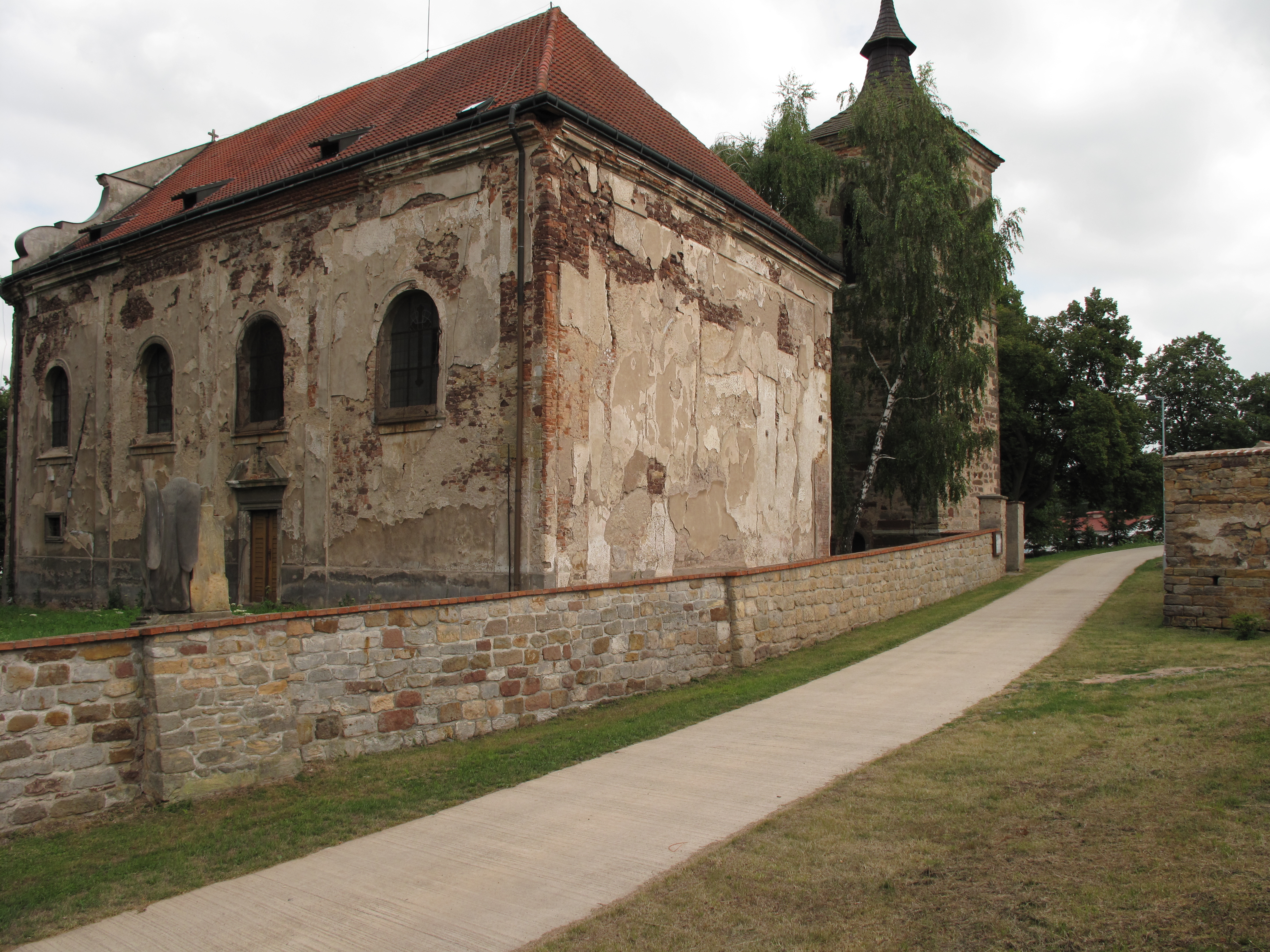
Kostel sv. Václava, v pozadí zvonice
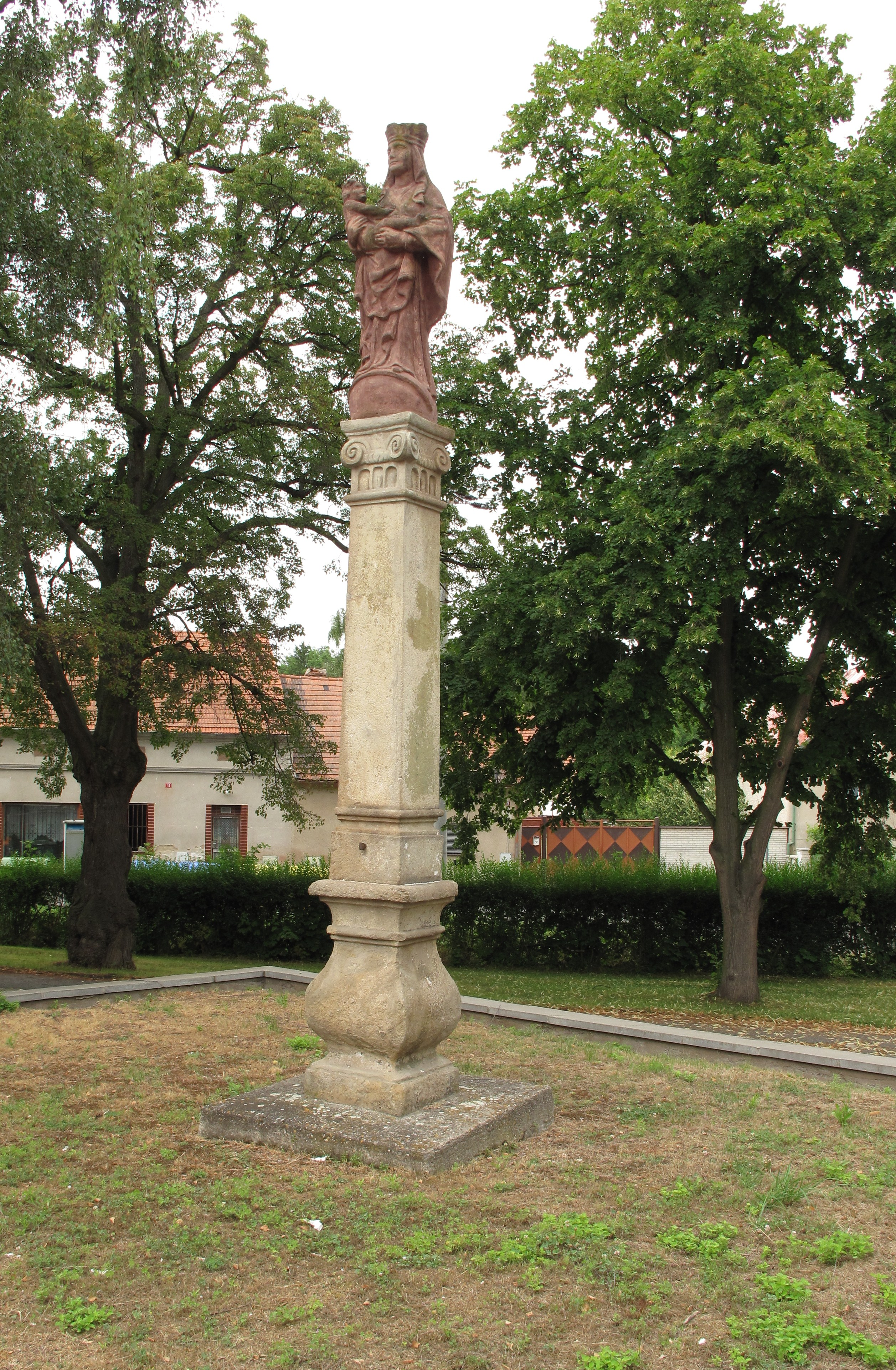
Madona z Tismic, 1780
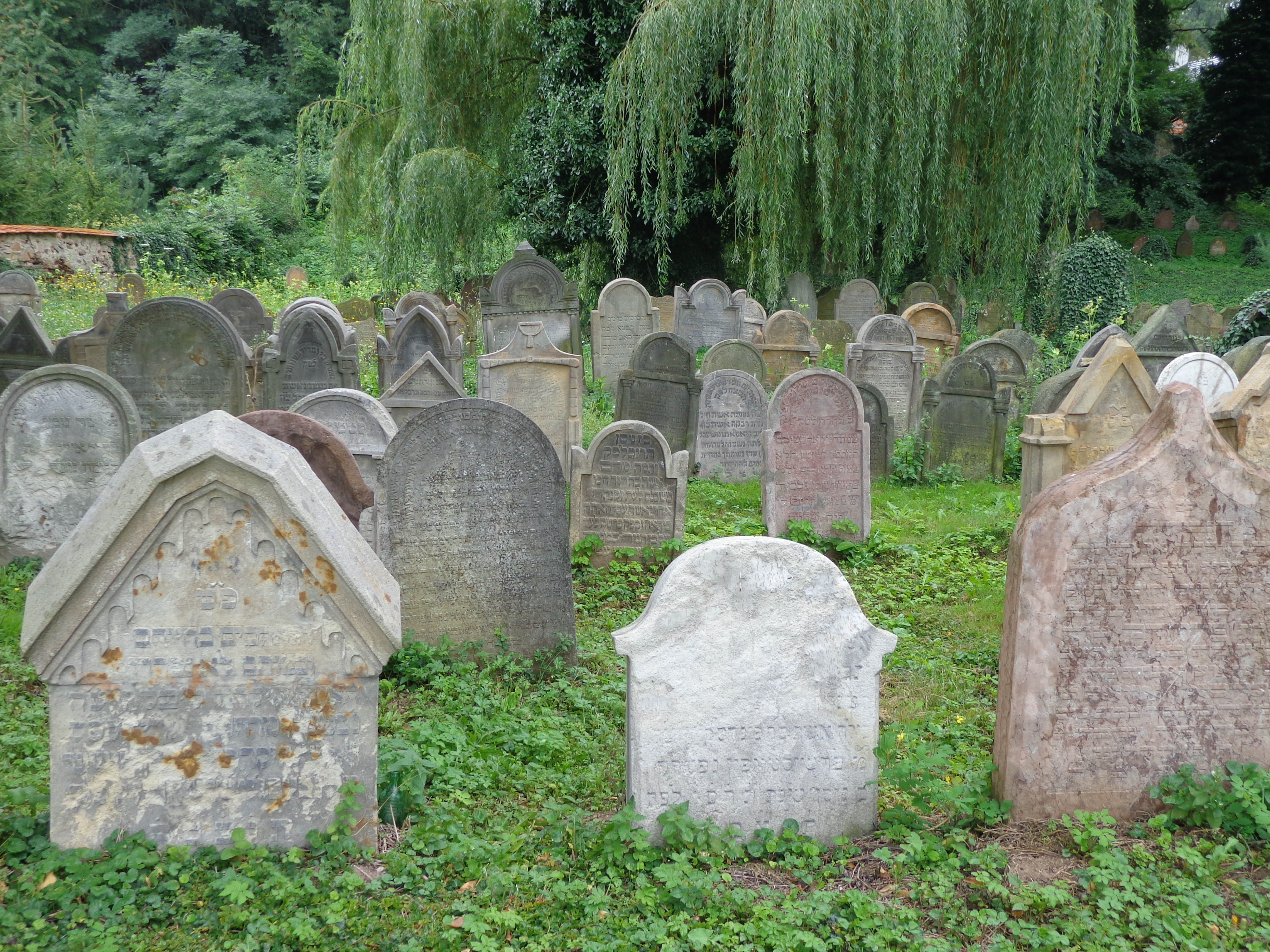
Náhrobky na židovském hřbitově v Přistoupimi

## Významní rodáci
- Bohumil Novák (1869 Přistoupim – 26. srpna 1953 Praha, pohřben Přistoupim), sedlák a politik, poslanec zemského sněmu[17]
- Vítězslav Kyšer (11. února 1898 Přistoupim – 16. června 1943 Plötzensee), legionář, průmyslník, odbojář

## Doprava
Dopravní síť
- Pozemní komunikace – Novější zástavbou v severních částech obce vede silnice I/12 Praha - Kolín.
- Železnice – Železniční trať ani stanice na území obce nejsou. Nejbližší železniční stanicí je Český Brod ve vzdálenosti 2 km ležící na trati 011 z Prahy do Kolína.

Veřejná doprava 2011
- Autobusová doprava – V obci měly zastávky autobusové linky Český Brod-Krupá-Kostelec nad Černými lesy (v pracovních dnech 13 spojů, o víkendu 2 spoje) Český Brod-Kostelec nad Černými lesy (v pracovních dnech 12 spojů, o víkendu 3 spoje) (dopravce ČSAD POLKOST, s. r. o.), Český Brod-Vitice-Oleška-Kouřim (v pracovních dnech 9 spojů, o víkendu 2 spoje) (dopravce Okresní autobusová doprava Kolín, s. r. o.).